# Homininae
Homininae er en underfamilie af de store menneskeaber, der omfatter mennesket og nogle af vores uddøde slægtninge samt chimpanser og gorillaer. Mere præcist omfatter Homininae alle hominider, der opstod efter at orangutangerne (underfamilien Ponginae) var blevet udspaltet fra de store menneskeabers udviklingslinje. 

## Historie og klassifikation
Indtil 1980'erne omfattede familien Hominidae kun mennesket. De store menneskeaber med mennesket fraregnet tilhørte familien Pongidae. Senere opdagelser førte til en ændret klassifikation, hvor de store menneskeaber blev forenet med mennesket i familien Hominidae (mennesket blev dog nu placeret alene i underfamilien Homininae). Yderligere opdagelser viste, at gorillaer og chimpanser er nærmere beslægtet med mennesket end de er med orangutanger, hvilket førte til, at også gorillaer og chimpanser blev placeret i underfamilien Homininae.
Underfamilien Homininae kan igen underinddeles i de to grene: tribus Gorillini (gorillaer) og tribus Hominini med de to slægter Pan (chimpanser) og Homo (mennesket og dets uddøde slægtninge).